# Dabronc, Veszprém
Dabronc  este un sat în districtul Sümeg, județul Veszprém, Ungaria, având o populație de 469 de locuitori (2011). 

## Demografie
Componența etnică a satului Dabronc
     Maghiari (97,26%)
     Romi (2,74%)
Componența confesională a satului Dabronc
     Romano-catolici (82,52%)
     Reformați (1,07%)
     Necunoscută (16,42%)
     Alte religii (1,07%)
Conform recensământului din 2011, satul Dabronc avea 469 de locuitori. Din punct de vedere etnic, majoritatea locuitorilor (97,26%) erau maghiari, cu o minoritate de romi (2,74%).  Din punct de vedere confesional, majoritatea locuitorilor (82,52%) erau romano-catolici, cu o minoritate de reformați (1,07%). Pentru 16,42% din locuitori nu este cunoscută apartenența confesională.